# 抱石越桔
抱石越桔（学名：Vaccinium nummularia），为杜鹃花科越桔属下的一个植物变种。